# Salesen Kogel
Salesen Kogel är en bergstopp i Österrike.   Den ligger i distriktet Sankt Johann im Pongau och förbundslandet Salzburg, i den centrala delen av landet, 280 km sydväst om huvudstaden Wien. Toppen på Salesen Kogel är 2 618 meter över havet, eller 27 meter över den omgivande terrängen. Bredden vid basen är 0,47 km.
Terrängen runt Salesen Kogel är huvudsakligen bergig. Närmaste större samhälle är Bad Gastein, 6,9 km norr om Salesen Kogel. 
I omgivningarna runt Salesen Kogel växer i huvudsak blandskog. Runt Salesen Kogel är det ganska glesbefolkat, med 45 invånare per kvadratkilometer.